# Aarhus Vestkredsen
Aarhus Vestkredsen (Aarhus 2. kreds) er fra 2007 en opstillingskreds i Østjyllands Storkreds. I 1971-2006 var kredsen en opstillingskreds i Århus Amtskreds.
Den 8. februar 2005 var der 62.731 stemmeberettigede vælgere i kredsen.
Kredsen omfatter den del af Aarhus Kommune, der omfatter Fredens, Borum, Brabrand, Framlev, Fårup, Harlev, Kasted, Kolt, Lyngby, Ormslev, Ravnsbjerg, Sabro, Tilst, Viby og Årslev sogne. Endvidere den del af Åby Sogn, der ligger syd for Silkeborgvej, Gellerup Sogn med undtagelse af Johannes Ewalds Vej 75-120, samt den del af Skjoldhøj Sogn, der ligger vest for en linje, der fra nord mod syd går fra den vestlige ende af Bredskifte Allé, krydser Viborgvej og derfra fortsætter langs vestsiden af Runehøjen og Bronzealdervænget til Gellerup Sogns nordlige grænse.
Kredsen rummede i 2005 flg. kommuner og valgsteder:
1. Aarhus Kommune,
  1. Borum Forsamlingshus
  2. Engdalskolen, Brabrand
  3. Gammelgårdskolen, Åbyhøj
  4. Hasle Skole
  5. Hasselager Hallen
  6. Havkær Lokalcenter, Tilst
  7. Højvangskolen, Stavtrup
  8. Nordgårdhallen,Brabrand
  9. Næshøj Hallen, Harlev
  10. Ormslev Borgerhus
  11. Rosenvangskolen, Viby J
  12. Sabro-Korsvejskolen, Sabro
  13. Skjoldhøjskolen
  14. Søndervangskolen,Viby J
  15. Viby Hallen
  16. Åby Skole

## Folketingskandidater pr. 25/11-2018

### Valgkredsens kandidater for de pr. november 2018 opstillingsberettigede partier
| Liste | Parti                       | Kandidat               | Bemærk |
| ----- | --------------------------- | ---------------------- | ------ |
| A     | Socialdemokratiet           | Camilla Fabricius      |        |
| B     | Radikale Venstre            | Anne Sophie Callesen   |        |
| C     | Det Konservative Folkeparti | Samina Jasmin Shah     |        |
| D     | Nye Borgerlige              |                        |        |
| F     | Socialistisk Folkeparti     |                        |        |
| I     | Liberal Alliance            |                        |        |
| K     | Kristendemokraterne         | Isabella Arendt        |        |
| O     | Dansk Folkeparti            | Steen Thomsen          |        |
| V     | Venstre                     | Karina Rohrberg Jessen |        |
| Ø     | Enhedslisten                | Anne Hegelund          |        |
| Å     | Alternativet                |                        |        |